# Veselý piják
Veselý piják je obraz, jehož autorem je severonizozemský malíř a kreslíř Frans Hals, celým jménem Frans Franchoisz Hals (1582 nebo 1583 Antverpy – 26. srpna 1666 Haarlem).
Až na krátký pobyt v Antverpách roku 1616 Hals žil a pracoval po celý svůj život v Haarlemu. Byl hlavním představitelem haarlemské malířské školy, jeho malířská technika z něj dělá jednoho z nejlepších portrétistů v Holandsku 17. století. Jeho portrétní produkce se z původní oslnivé pestrobarevnosti, kterou maloval v mládí, mění v pozdní době na malbu tónovou a nastupuje u něho snaha po zachycení charakteristiky portrétovaných osob. Malířská technika nanášení barev v oddělených skvrnách širokým štětcem, jehož tah je neurovnaný a zdánlivě zcela náhodný, je nezaměnitelná. Na jeho malbě se učili impresionisté jako např. E. Manet v 60. letech 19. století.
Obraz Veselý piják zobrazuje muže s veselým úsměvem, na hlavě má tmavý klobouk se širokou krempou. Klobouk má nasazený v poněkud odvážném úhlu. Kolem krku má bílý krajkový límec, na rukávech krajkové manžety. Na krku těžký řetěz s nápadným medailonem. V levé ruce drží piják sklenici s vínem, jeho pravá ruka je zachycena v gestu navozujícím dojem, že muž je zachycen uprostřed rozhovoru. Hledí z obrazu přímo na diváka, jakoby ho chtěl vtáhnout do dialogu, vyvolávajíc v přihlížejícím úžas i úsměv. Na obraze Veselý piják malíř osvědčil svou schopnost zachytit dojem okamžiku s neobyčejnou bystrostí a citlivostí.